# Michel Camilo
Pour les articles homonymes, voir Camilo.
Michel Camilo, né le 4 avril 1954 à Saint-Domingue, est un pianiste de jazz originaire de la République dominicaine.
À cinq ans, il compose son premier morceau, et à seize ans il intègre l'Orchestre symphonique national de République dominicaine. À 25 ans, il part pour New York où il approfondit ses études musicales et devient, à partir de la fin des années 1980 un des grands pianistes de jazz et de Latin jazz.

## Discographie
- 1984 : French Toast (avec French Toast)
- 1985 : Why Not?
- 1986 : Suntan
- 1988 : Michel Camilo
- 1989 : On Fire
- 1990 : On The Other Hand
- 1991 : Amo Tu Cama Rica (bande originale)
- 1993 : Rendezvous
- 1994 : One More Once
- 1996 : Two Much (bande originale)
- 1997 : Hands of Rhythm (avec Giovanni Hidalgo)
- 1997 : Thru My Eyes
- 2000 : Spain
- 2001 : Calle 54 (bande originale)
- 2002 : Piano Concerto, Suite & Caribe
- 2002 : Triangulo
- 2003 : Live at the Blue Note
- 2005 : Solo
- 2006 : Rhapsody In Blue
- 2006 : Spain Again
- 2007 : Spirit of the Moment
- 2011 : Mano a mano
- 2013 : What's up?
- 2015 : Playing Lecuona
- 2016 : Spain Forever
- 2017 : Live in London